# Джузумжан
Джузумжан (кирг. Жүзүмжан) — село в Аксыйском районе Джалал-Абадской области Кыргызстана. Входит в состав Кара-Сууского айылного аймака.

## География
Село расположено в центральной части области, на берегах реки Джузумжан (левый приток реки Кара-Суу), на расстоянии приблизительно 30 километров (по прямой) к северо-востоку от города Кербен, административного центра района. Абсолютная высота — 1135 метров над уровнем моря.

## Население
Согласно оценочным данным Национального статистического комитета Кыргызской Республики, численность населения села на начало 2023 года составляла 1673 человека.
| год     | 2009 | 2014 | 2015 | 2020 | 2021 | 2023 |
| ------- | ---- | ---- | ---- | ---- | ---- | ---- |
| человек | 1225 | 1524 | 1591 | 1921 | 2019 | 1673 |